# Schmale Gera
Die Schmale Gera ist ein langstreckiger Nebenarm des Flusses Gera, der im Zentrum der thüringische Landeshauptstadt Erfurt beginnt und in der flachen Mitte des Thüringer Beckens bis kurz vor der Kreisstadt Sömmerda in einigem Abstand parallel zu deren Hauptlauf verläuft.

## Verlauf
Die Schmale Gera zweigt in der Erfurter Altstadt in der Parkanlage Venedig rechtsseitig aus der Wilden Gera ab, am Ende des Breitstrom genannten Abschnitts. Kurz darauf unterquert die Schmale Gera in einem Düker den Flutgraben genannten Hauptstrom der Gera.

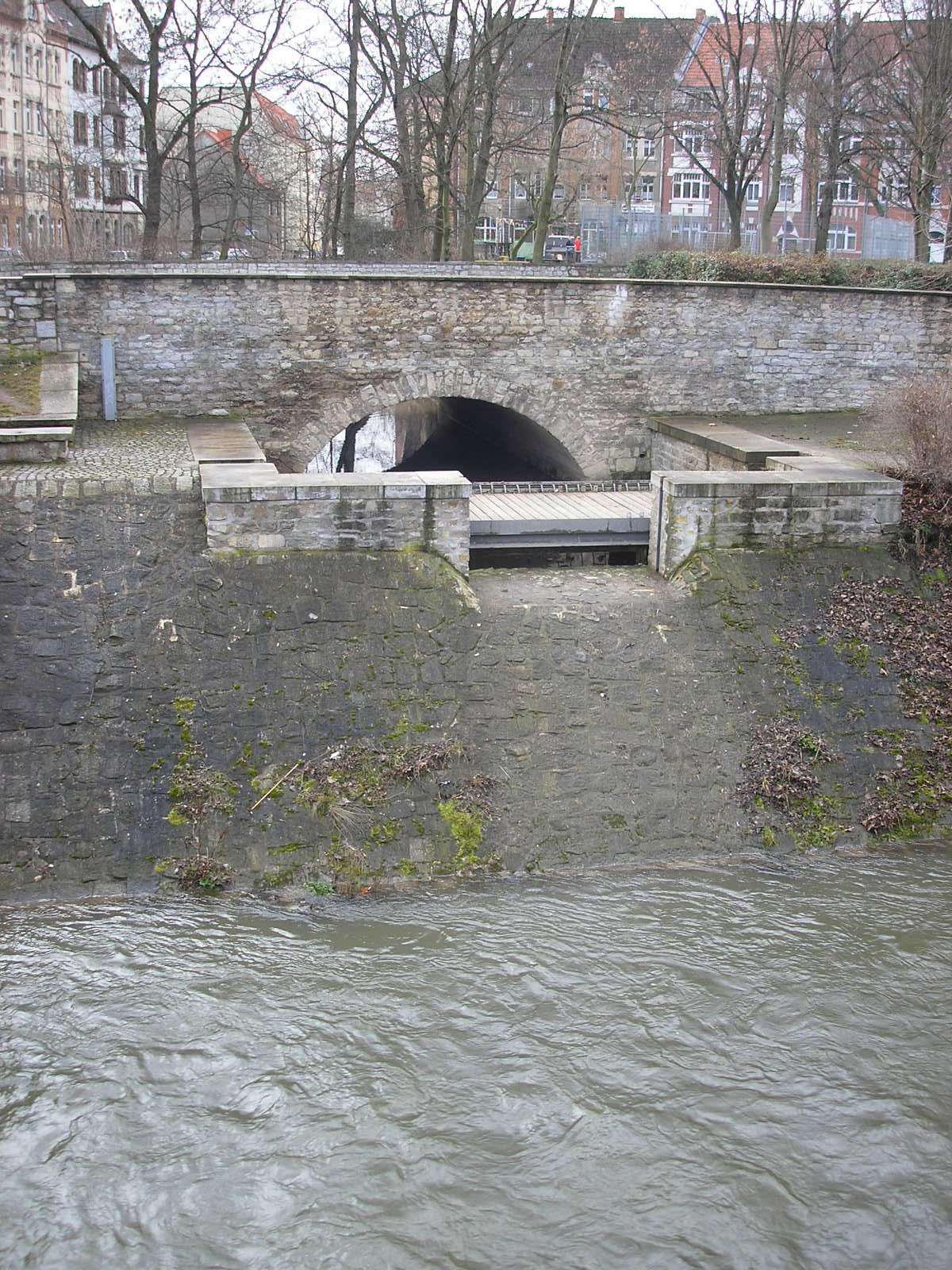
Düker der Schmalen Gera (hinten) unter dem Flutgraben (vorn) von 1895 in Erfurt

Das Gewässer durchquert die Johannesvorstadt in der Flur von IlversgehofenIl und treibt dort die Heiligenmühle an der Mittelhäuser Straße 16 an. Weiter fließt es durch das Rieth und anschließend zwischen Gispersleben und dem Roten Berg hindurch nach Mittelhausen. 
Außerhalb des Stadtgebietes fließt sie zwischen Nöda und Riethnordhausen nah am Fuß der Hügel. Bei  Haßleben ist ihr Lauf durch den Kantorberg und einen weiteren Hügel von dem des Hauptstroms der Gera getrennt. 
Südlich von Werningshausen treibt die Schmale Gera die Cux-Mühle an. Am Ortsrand nimmt sie den Wilden Graben auf, der vorher parallel zur Gramme fließt und unweit der Grammemühle aus dieser abzweigt. Am westlichen Rand von Werningshausen gibt es bei der Lindenstraße einen Verbindungsgraben zwischen Schmaler Gera und Gramme, aber erst 0,6 km nördlich des Dorfes vereinigen sich beide Gewässer, wobei die vorher nahe am Ortsrand geführte Gramme im Bett der vorher in weitem Bogen um das Dorf herum geleiteten Schmalen Gera weiterfließt.
Vom Zusammenfluss sind es noch 1,57 km bis zur Mündung der Gramme in die Unstrut. Damit ist der separate Lauf der Schmalen Gera insgesamt über 25 km lang.